# Isabel de Requesens i Enríquez
Isabel de Requesens i Enríquez   (1468 (Gregorià) - Nàpols, 5 de març de 1535), també anomenada Isabel Enríquez de Requesens fou una noble catalana, comtessa de Palamós, de Trivento i Avellino i senyora de la Baronia de Calonge, virreina consort de Nàpols.

## Biografia
Filla del Galceran de Requesens i Joan de Soler, primer comte de Palamós, i de la castellana Beatriz Enríquez de Velasco, va quedar òrfena l'any 1506 amb una gran fortuna i bona part dels títols paterns. El comtat de Palamós havia estat heretat pel seu oncle Lluís de Requesens a la mort del seu pare. Quan Lluís va morir, Elisabet va disputar el comtat amb la seva cosina Estefania de Requesens i Roís de Liori. Tot i aquesta va guanyar el litigi, li'n feu cessió a Elisabet que va ser la tercera comtessa de Palamós.
Seguint una política d'aliances dissenyada pel seu pare, Isabel es va casar amb el seu cosí germà Ramon Folc de Cardona-Anglesola, duc de Somma, comte d'Oliveto i baró de Bellpuig. Varen tenir dos fills: Ferran de Cardona-Anglesola i de Requesens (Nàpols?, 1522 - Monestir de Sant Cugat, 1571), segon duc de Somma. Una filla, que sembla era filla il·legítima, la van dur a Nàpols, Caterina Folc de Cardona (Barcelona, 1519 - Cueva de Doña Catalina de Cardona, Casas de Benítez, 1577). Altres fonts li atorguen un tercer fill, Anton i segons Marino Sanuto, tingueren quatre descendents, dos nois i dues noies:
- Anton, el primogènit, que era mut
- Maria (n. 1507/1510)
- Beatriu (1511-1535)
- Ferran

Va morir a Nàpols als 36 anys, el 5 de març de 1532 i fou sepultada en una tomba a l'església napolitana de Santa Anunziatta, tomba desapareguda en un incendi l'any 1757.

## Pintura de Raffaello
El pintor Raffaello Sanzio i el seu deixeble Giulio Romano li van fer un retrat encarregat l'any 1518 pel cardenal Bibbiena per a fer-ne obsequi del papa Lleó X a la cort francesa i complaure així el seu rei Francesc I, home faldiller i rival del marit d'Elisabet, Ramon Folc de Cardona-Anglesola. Aquesta obra es pot contemplar al Museu del Louvre de París. A Barcelona hi ha una còpia del retrat d'Elisabet, realitzat per Antonio Barón, al Palau Requesens, actual seu de Acadèmia de Bones Lletres de Barcelona (RABLB).

## Mausoleu de Bellpuig
Al morir el seu marit el 1522, va encarregar pel seu espòs el fastuós mausoleu de Bellpuig a l'escultor italià Giovanni Merliano da Nola. Aquesta obra renaixentista realitzada en marbre blanc de Carrara, és una de les més importants del seu gènere a Catalunya i a Espanya. Inicialment el mausoleu s'ubicà en el Convent de Sant Bartomeu, que ell va fundar, i actualment es troba a l'església parroquial de Sant Nicolau de Bellpuig. El monument porta dues sentides inscripcions en llatí, com una conversa entre els esposos: «en vida vaig cuidar la honra del teu llit, dolç espòs, ara cuido la del teu sepulcre», responent l'espòs a l'esposa: «ho has fet amb les teves llàgrimes, oh desgraciada esposa, millor que amb les teves atencions».